# ناثان هاغينز
ناثان هاغينز (بالإنجليزية: Nathan Huggins)‏ هو مؤرخ أمريكي، ولد في 14 يناير 1927 في شيكاغو في الولايات المتحدة، وتوفي في 5 ديسمبر 1989 في كامبريدج في الولايات المتحدة.